# NGC 3947
NGC 3947 (другие обозначения — UGC 6863, MCG 4-28-88, ZWG 127.95, IRAS11507+2101, PGC 37264) — спиральная галактика с перемычкой (SBb) в созвездии Лев.
Этот объект входит в число перечисленных в оригинальной редакции «Нового общего каталога».
В галактике вспыхнула сверхновая SN 2013G типа Ia, её пиковая видимая звёздная величина составила 16,0.
В галактике вспыхнула сверхновая SN 2001P типа Ia, её пиковая видимая звездная величина составила 17,5.
В галактике вспыхнула сверхновая SN 2006aa типа IIn, её пиковая видимая звездная величина составила 18,1.
В галактике вспыхнула сверхновая SN 1972C, её пиковая видимая звездная величина составила 16,0.
Галактика NGC 3947 входит в состав группы галактик NGC 3842. Помимо NGC 3947 в группу также входят ещё 17 галактик.